# Weizenbier

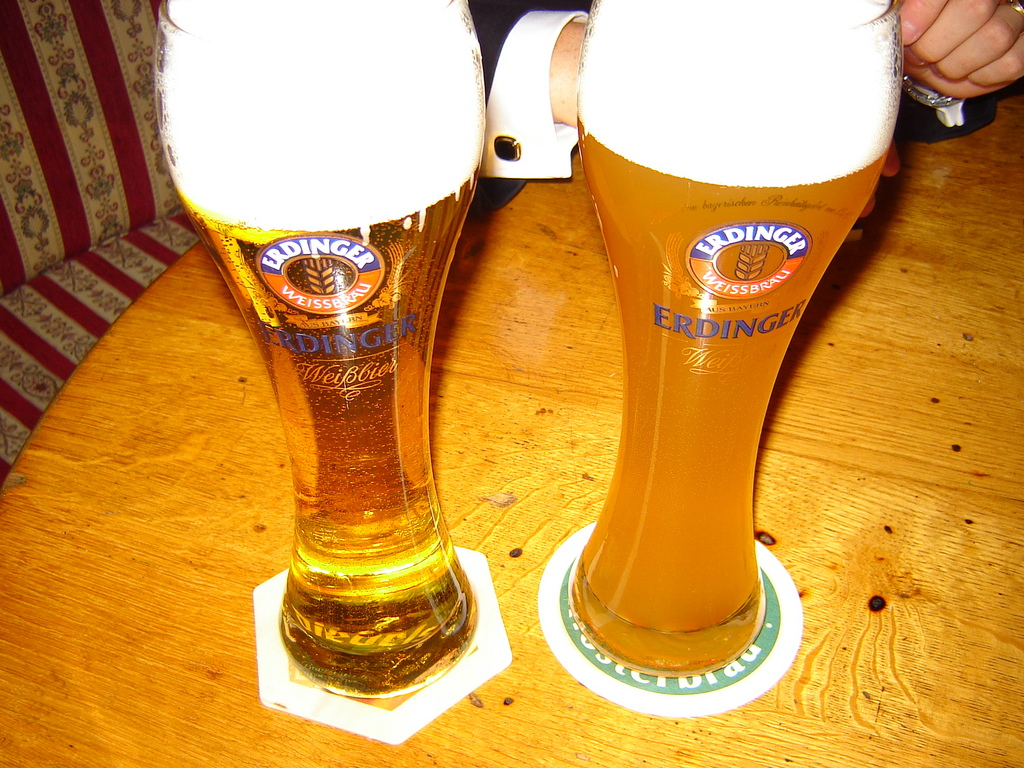
Kristallweizen (links) en hefeweizen (rechts)

Weizenbier of Weißbier is een tarwebier van Zuid-Duitse of Beierse oorsprong.
Dit tarwebier wordt gebrouwen volgens hoge gisting. Tarwebieren gebruiken naast gerstemout ook minstens 50% tarwemout als grondstof. De gebruikte gisten produceren veel esters, verantwoordelijk voor de fruitige, kruidige smaken, vergelijkbaar met banaan en kruidnagel. 
De naam suggereert dat het van oorsprong Belgische witbier en het Duitse weizenbier ongeveer hetzelfde zijn, maar toch is er een duidelijk verschil. In weizenbier wordt minder hop gebruikt, waardoor de smaak minder bitter is, en er worden geen kruiden toegevoegd. Bovendien is de tarwe in witbier niet gemout. 
Er bestaan vier verschillende soorten weizenbier:
- Hefeweizen: blond, met gist, dus ongefilterd. Bijvoorbeeld van Erdinger Weißbräu, Paulaner Brauerei Gruppe, Franziskaner-Brauerei, Bayerische Staatsbrauerei Weihenstephan en Hoepfner
- Dunkelweizen: donker, ongefilterd.
- Kristallweizen: blond, gefilterd, uitgevonden door Edelweissbrauerei Farny. Bijvoorbeeld van Erdinger Weißbräu en Weihenstephaner.
- Weizenbock: extra sterk (rond de 8 procent). Bijvoorbeeld Schneider Hopfen-Weisse (blond) en Schneider Aventinus (donker) van brouwerij G. Schneider & Sohn.

Weizenbier, in het bijzonder de hefeweizenvariant, is een populair biertype dat thans in heel Duitsland wordt gebrouwen. Ook in Nederland, Oostenrijk, Tsjechië, de Scandinavische landen en Noord-Amerika zijn er diverse brouwerijen die weizenbier produceren.